# Bolesław Komorowski

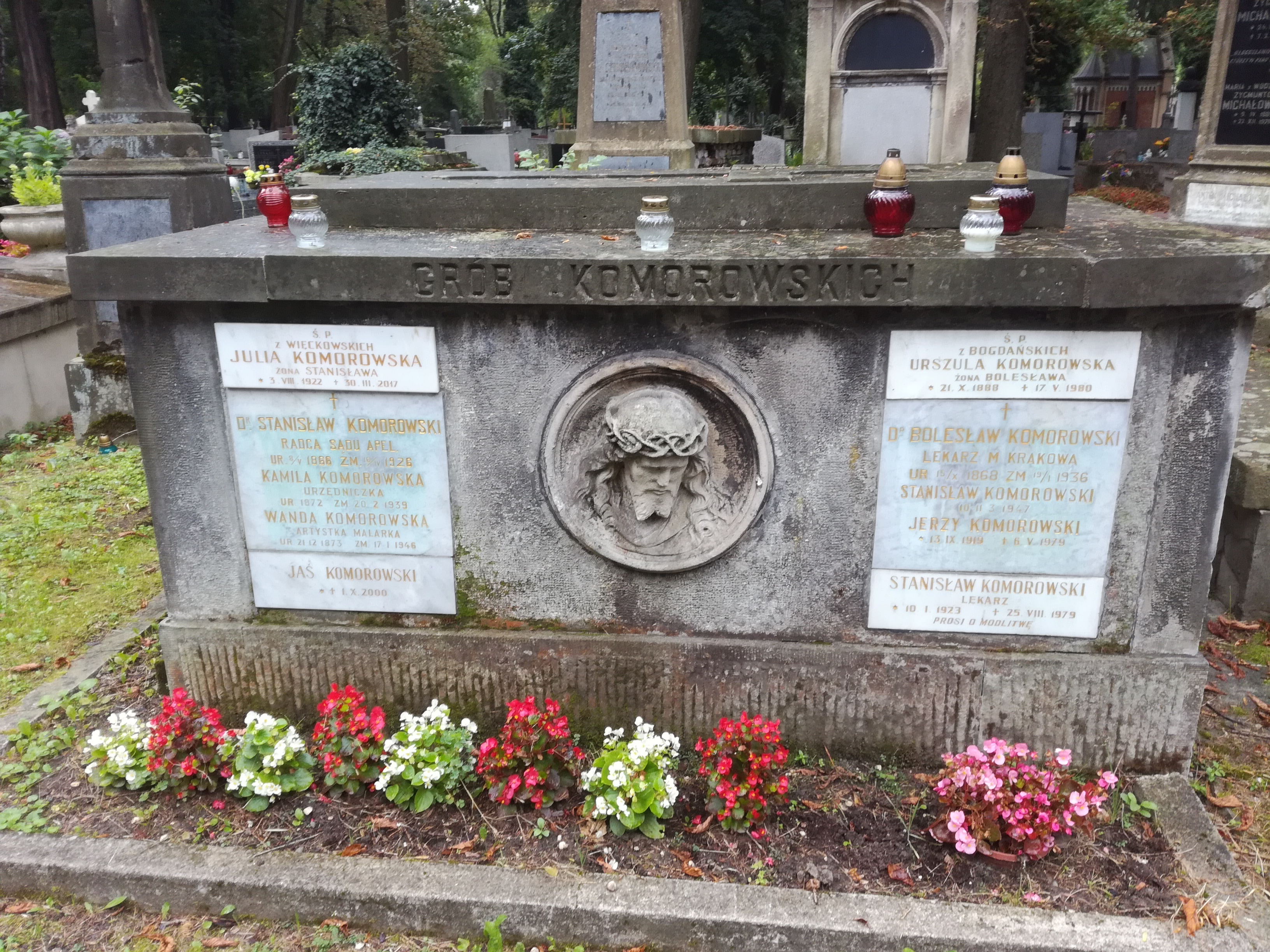
Grób Bolesława Komorowskiego na cmentarzu Rakowickim

Bolesław Komorowski (ur. 15 października 1868 w Krakowie, zm. 19 stycznia 1936 tamże) – polski lekarz i działacz społeczny.

## Życiorys
Był trzecim synem Walentego Władysława i Franciszki Komorowskich, miał siostrę Wandę, graficzkę. Do szkoły podstawowej uczęszczał w gminie Dębniki, następnie był uczniem Gimnazjum św. Anny, a później Gimnazjum im. króla Jana III Sobieskiego. W 1885 roku zdał maturę mając siedemnaście lat.
 
W tym samym roku rozpoczął studia na Wydziale Lekarskim Uniwersytetu Jagiellońskiego, dyplom doktora wszech nauk uzyskał w 1891 roku.
W latach 1891–93 pracował jako sekundariusz w Szpitalu św. Ludwika, następnie w latach 1894-95 był wolontariuszem w Szpitalu św. Łazarza, w latach 1899-1901 ponownie pracował w Szpitalu św. Ludwika. W tym czasie opublikował kilka prac naukowych na łamach Przeglądu Lekarskiego i Gazety Lekarskiej m.in. „Przyczynek do etiologii raka wodnego”, „Symetryczne zapalenie torebek stawowych na tle syfilisu dziecinnego”, „Przyczynek do kazuistyki chorób narządu moczowego u dzieci”.
Od 1892 został lekarzem urzędowym Półwsia Zwierzynieckiego, a po włączeniu go w obręb Krakowa – lekarzem miejskim Zwierzyńca, później okręgowym lekarzem miejskim w Krakowie. Był także organizatorem ambulatorium dla najuboższych pacjentów, inicjatorem akcji pomocy lekarskiej kalekim i opuszczonym dzieciom, twórcą i wiceprezesem stowarzyszenia „Ochronka dla Małych Dzieci”, lekarzem stowarzyszenia „Rodzina Sieroca”.
Mieszkał przy ulicy Borelowskiego-Lelewela. Z żoną Urszulą (z domu Bogdańską) wychowali trójkę dzieci: córkę i dwóch synów.
Był działaczem sportowym. W 1914 i 1919 był w Zarządzie TS Wisła Kraków (od 15 maja 1914 do zawieszenia działalności klubu był także prezesem).
Pochowany w Grobie Komorowskich na cmentarzu Rakowickim w Krakowie (pas 25, zach.).

## Ordery i odznaczenia
- Krzyż Oficerski Orderu Odrodzenia Polski (10 listopada 1931) „za zasługi na polu pracy społecznej i opieki lekarskiej”[6]

## Upamiętnienie
Patron ulicy w Krakowie, w Dzielnicy VII Zwierzyniec.